# Angelo (opera)
Angelo è un'opera in quattro atti di Cezar' Antonovič Kjui, composta tra il 1871 e il 1875. Il libretto di Viktor Burenin è basato sul dramma di Victor Hugo Angelo, tiranno di Padova, da cui furono tratte anche le opere Il giuramento di Saverio Mercadante del 1837, La Gioconda di Amilcare Ponchielli (che debuttò nel 1876, lo stesso anno dell'opera di Kjui), e Angelo, tyran de Padoue (1928) di Alfred Bruneau.

## Storia della composizione
Angelo ebbe la sua prima rappresentazione il 1 (13) febbraio 1876 al teatro Mariinskij di San Pietroburgo con Eduard Francevič Napravnik alla direzione. Non risulta che sia sopravvissuta a quella stagione, e venne tolta dal repertorio. Venne riproposta nel 1901 al teatro Bol'šoj di Mosca con Fëdor Šaljapin nel ruolo di Galeofa, e nuovamente al Mariinskij nel 1910. 

## Trama
L'azione si svolge a Padova nel 1549.

### Atto I
Nel giardino illuminato di Tisbe, degli ospiti mascherati si intrattengono. Alla loro dipartita, Rodolfo e i cospiratori si lamentano di Angelo. Gli ospiti ritornano. Galeofa sa chi è Rodolfo, e quella notte lo aiuterà a incontrare la sua amante Catarina. Entra Tisbe, che ama Rodolfo ed è molto gelosa. Rodolfo a parte ammette di amare solo Catarina e se ne va. Ritorna Galeofa, che dà a Tisbe una bottiglia di veleno e una di sonnifero, e le racconta che Rodolfo quella notte incontrerà un'altra donna. Arriva Angelo al suono di una barcarola. Tisbe racconta come molti anni fa, quand'era ancora bambina, sua madre fu salvata dall'impiccagione per intercessione della figlia di una nobile veneziana. La madre di Tisbe le regalò il suo crocifisso in segno di gratitudine, e da allora Tisbe è alla ricerca di quella donna.

### Atto II
Nella sua camera Catarina aspetta Rodolfo. Le sue serve tentano di rallegrarla cantando, senza successo. Catarina inizia un canto triste, quando ode l'amato al balcone. Dopo la scena d'amore, si sente un rumore e Rodolfo si nasconde. È Tisbe, sebbene non sappia chi sia l'amante di Catarina, chiama Angelo per avelargli al tresca. Mentre Catarina prega, Tisbe si accorge che stringe il crocifisso di sua madre. Quando Angelo entra, Tisbe inventa la storia di un complotto contro di lui, e a parte promette a Catarina di farla fuggire con il suo amato.

### Atto III
Fuori da una taverna al tramonto una folla ascolta una tarantella. I popolani vengono convinti a unirsi al tentativo di assassinare Angelo. Entra Rodolfo, dicendo che Galeofa lo ha tradito: quando quest'ultimo giunge, la folla lo ferisce a morte. Entra Angelo con le sue truppe, e Galeofa gli consegna una lettera non firmata di un uomo per Catarina, poi muore. La ribellione è sedata.

### Atto IV
Scena prima Nella stanza di Catarina Angelo spiega a un prete come organizzare il funerale della moglie. I due escono e entra Tisbe, che sospetta che Rodolfo sia l'amante di Catarina. Quando Angelo torna e le mostra la lettera, Tisbe riconosce la scrittura di Rodolfo, ma non lo dà a vedere. Convince Angelo di avvelenare Catarina, invece di decapitarla, e va a prendere il veleno. Angelo dice a Catarina che la lascerà in vita, se farà il nome dell'amante. Tisbe torna accompagnata da Angelo e porta una fiala, che Catarina rifiuta di bere. Dopo le insistenze di Tisbe beve e Angelo dice ai servi di portare il suo corpo nella cripta, ma, dopo che se ne è andato, Tisbe li convince a fare diversamente.
Scena seconda Nella camera da letto di Tisbe giace Catarina coperta da un sudario. La tomba è stata chiusa, e fuori ci sono dei cavalli pronti per la fuga. Appare Rodolfo, convinto che Tisbe abbia avvelenato Catarina, e la pugnala al cuore. Catarina si sveglia, Tisbe li benedice e muore mentre sotto passa la processione funebre al canto del De profundis.